# Élections législatives bas-canadiennes de 1834
Les élections législatives bas-canadiennes de 1834 se sont déroulées du 11 octobre 1834 au 22 novembre 1834 au Bas-Canada afin d'élire les députés de la 15e législature de la Chambre d'assemblée. 

## Contexte et déroulement
La campagne électorale porte essentiellement sur les 92 résolutions, adoptées plus tôt dans l'année et portant sur une réforme constitutionnelle. Une lutte violente occasionnant des émeutes et des incidents surviendront à Montréal. Le 5 novembre 1834, à William-Henry, le partisan bureaucrate Isaac Jones fusille l'électeur patriote Louis Marcoux, qui en décède le 8 novembre 1834.

## Chronologie
- 9 octobre 1834 : Proclamation annonçant les élections générales.
- 11 octobre 1834 : Émission des brefs.
- 22 novembre 1834 : Retour des brefs.
- 21 février 1835 : Ouverture de la 1re session de la 15e législature par le gouverneur Matthew Whitworth-Aylmer.

## Résultats
| Patriotes | Bureaucrates | Non affiliés |
| 71 sièges | 11 sièges    | 6 sièges     |

### Résultats par district électoral
- Beauce n° 1 : Antoine-Charles Taschereau
- Beauce n° 2 : Pierre-Elzéar Taschereau
- Beauharnois n° 1 : Charles Archambault
- Beauharnois n° 2 : Jacob De Witt
- Bellechasse n° 1 : Augustin-Norbert Morin
- Bellechasse n° 2 : Nicolas Boissonnault
- Berthier n° 1 : Alexis Mousseau
- Berthier n° 2 : Jacques Deligny
- Bonaventure n° 1 : Édouard Thibaudeau
- Bonaventure n° 2 : Joseph-François Deblois
- Chambly n° 1 : Louis Lacoste
- Chambly n° 2 : Louis-Michel Viger
- Champlain n° 1 : Olivier Trudel
- Champlain n° 2 : Pierre-Antoine Dorion
- Deux-Montagnes n° 1 : William Henry Scott
- Deux-Montagnes n° 2 : Jean-Joseph Girouard
- Dorchester n° 1 : Jean-Baptiste Beaudoin
- Dorchester n° 2 : Jean Bouffard
- Drummond : Edward Toomy
- Gaspé n° 1 : John Le Boutillier
- Gaspé n° 2 : William Power
- Kamouraska n° 1 : Amable Dionne
- Kamouraska n° 2 : Pierre Canac dit Marquis
- L'Acadie n° 1 : Merritt Hotchkiss
- L'Acadie n° 2 : Cyrille-Hector-Octave Côté
- L'Assomption n° 1 : Édouard-Étienne Rodier
- L'Assomption n° 2 : Jean-Baptiste Meilleur
- L'Islet n° 1 : Jean-Baptiste Fortin
- L'Islet n° 2 : Jean-Charles Létourneau
- Lachenaie n° 1 : Charles Courteau
- Lachenaie n° 2 : Jean-Marie Rochon
- Laprairie n° 1 : Jean-Moïse Raymond
- Laprairie n° 2 : Joseph-Narcisse Cardinal
- Lotbinière n° 1 : Louis Méthot
- Lotbinière n° 2 : Jean-Baptiste-Isaïe Noël
- Mégantic : John Greaves Clapham
- Missisquoi n° 1 : Ephraim Knight
- Missisquoi n° 2 : William Baker
- Montmorency : Elzéar Bédard
- Comté de Montréal n° 1 : Côme-Séraphin Cherrier
- Comté de Montréal n° 2 : Louis-Joseph Papineau
- Montréal-Est n° 1 : Joseph Roy
- Montréal-Est n° 2 : James Leslie
- Montréal-Ouest n° 1 : Louis-Joseph Papineau
- Montréal-Ouest n° 2 : Robert Nelson
- Nicolet n° 1 : Jean-Baptiste Proulx
- Nicolet n° 2 : Louis Bourdages
- Orléans n° 1 : Alexis Godbout
- Orléans n° 2 : Jean-Baptiste Cazeau
- Ottawa n° 1 : Baxter Bowman
- Ottawa n° 2 : James Blackburn
- Portneuf n° 1 : Hector-Simon Huot
- Portneuf n° 2 : François-Xavier Larue
- Comté de Québec n° 1 : Louis-Théodore Besserer
- Comté de Québec n° 2 : Jean Blanchet
- Basse-ville de Québec n° 1 : George Vanfelson
- Basse-ville de Québec n° 2 : Hippolyte Dubord
- Haute-ville de Québec n° 1 : René-Édouard Caron
- Haute-ville de Québec n° 2 : Amable Berthelot
- Richelieu n° 1 : Clément-Charles Sabrevois de Bleury
- Richelieu n° 2  : Jacques Dorion
- Rimouski n° 1  : Jean-Baptiste Taché
- Rimouski n° 2  : Louis Bertrand
- Rouville n° 1 : Pierre-Martial Bardy
- Rouville n° 2 : Pierre Careau
- Saguenay n° 1 : François-Xavier Tessier
- Saguenay n° 2 : André Cimon
- Saint-Hyacinthe n° 1 : Thomas Boutillier
- Saint-Hyacinthe n° 2 : Louis Raynaud dit Blanchard
- Saint-Maurice n° 1 : Pierre Bureau
- Saint-Maurice n° 2 : Valère Guillet
- Shefford n° 1 : Alphonso Wells
- Shefford n° 2 : Samuel Wood
- Sherbrooke n° 1 : John Moore
- Sherbrooke n° 2 : Bartholomew Gugy
- Stanstead n° 1 : John Grannis
- Stanstead n° 2 : Marcus Child
- Terrebonne n° 1 : Joseph-Ovide Turgeon
- Terrebonne n° 2 : Louis-Hippolyte La Fontaine
- Trois-Rivières n° 1 : Edward Barnard
- Trois-Rivières n° 2 : René-Joseph Kimber
- Vaudreuil  n° 1 : Charles-Ovide Perrault
- Vaudreuil  n° 2 : Charles Rocbrune dit Larocque
- Verchères n° 1 : Pierre Amiot
- Verchères n° 2 : Joseph-Toussaint Drolet
- William-Henry : John Pickel
- Yamaska n° 1 : Edmund Bailey O'Callaghan
- Yamaska n° 2 : Léonard Godefroy de Tonnancour

## Sources
- Section historique du site de l'Assemblée nationale du Québec

1. ↑  Liens Ignorer la navigationChronologie parlementaire depuis 1791 (1834)
2. ↑  La mort de Louis Marcoux, Sorel, novembre 1834